# Ren Mikase
Ren Mikase (jap. 御家瀬 恋, Mikase Ren; * 10. März 2000 in Hokkaidō) ist eine japanische Skispringerin.

## Werdegang
Ren Mikase startet für die Handelsoberschule Shimokawa (Shimokawa Shōgyō Kōtō Gakkō), an der sie Schülerin ist. Sie nahm am 4. März 2016 in Sapporo zum ersten Mal an einem FIS-Rennen teil und debütierte am 1. und 2. Juli 2017 in Villach im FIS-Cup, wo sie die Plätze 24 und 16 belegte. Ihre nächste Wettbewerbsteilnahme am 18. und 19. August 2017 in Oberwiesenthal war zugleich ihr Debüt im Continental Cup, bei dem sie mit dem dritten Platz direkt einen Podestplatz sowie einen 22. Platz belegte.
Ihren letzten Wettbewerb bestritt sie im März 2019.

## Statistik

### Grand-Prix-Platzierungen
| Saison | Platz | Punkte |
| ------ | ----- | ------ |
| 2018   | 38.   | 012    |

### Continental-Cup-Platzierungen
| Saison  | Platz | Punkte |
| ------- | ----- | ------ |
| 2017/18 | 33.   | 69     |